# سوني باركر (مغني)
سوني باركر (بالإنجليزية: Sonny Parker)‏ هو مغني وكاتب أغاني أمريكي، ولد في 5 مايو 1925 في يونغزتاون في الولايات المتحدة، وتوفي في 7 فبراير 1957 في بيتسبرغ في الولايات المتحدة.

## وصلات خارجية
- سوني باركر على موقع ميوزك برينز (الإنجليزية)
- سوني باركر على موقع أول ميوزيك (الإنجليزية)
- سوني باركر على موقع ديسكوغز (الإنجليزية)